# STS-51-C
A STS 51-C foi um voo espacial tripulado norte-americano, a décima quinta missão do Programa do Ônibus Espacial da NASA e o terceiro voo do Discovery. Foi lançado em 24 de janeiro de 1985 do Centro Espacial John F. Kennedy em Cabo Canaveral, Flórida, pousando no mesmo local três dias depois no dia 27. Foi a primeira missão do Ônibus Espacial dedicada a uma carga do Departamento de Defesa dos Estados Unidos, dessa forma muitos detalhes da missão permanecem secretos.

## Tripulação
| Posição                  | Astronauta      |
| ------------------------ | --------------- |
| Comandante               | Ken Mattingly   |
| Piloto                   | Loren Shriver   |
| Especialista de missão 1 | Ellison Onizuka |
| Especialista de missão 2 | James Buchli    |
| Especialista de carga    | Gary Payton     |

## Parâmetros da missão
- Massa:
  - Carga: Magnum ELINT satellite ~ 3 000 kg
  - Foguete: IUS upper stage ~ 18 000 kg
- Perigeu: 332 km
- Apogeu: 341 km
- Inclinação: 28.4°
- Período: 91.3 min

## Hora de acordar
- 2° Dia: Back Home, de Chuck Berry.
- 3° Dia: Hi, How Ya Doin'?, de Kenny G.

## Principais fatos
A primeira missão dedicada ao Departamento de Defesa do Estados Unidos. o Air Force Inertial Upper Stage (IUS) foi lançado a atingiu os objetivos da missão. Os feitos da missão são classificados devido às natureza do trabalho.
De acordo com a Aviation Week, a STS-51-C lançou um satélite Magnum ELINT (ELectronic INTtelligence) secreto em uma órbita geossíncrona. Um outro satélite idêntico também foi lançado pelas STS-33 e STS-38.
Também de acordo com a Aviation Week, o veículo inicialmente entra em uma órbita de 204 km x 519 km a uma inclinação de 28.45º do equador. Ele então executa três disparos do OMS (sistema de manobra orbital), o último na quarta órbita. O primeiro disparo foi para circularizar sua órbita a 519 km. 
O satélite foi lançado na sétima órbita e então disparou o foguete IUS na parte ascendente da oitava órbita, para coloca-lo em uma órbita geossíncrona de transferência.
A carga classificada foi lançada com sucesso e manobrada para sua órbita operacional pelo propulsor Inertial Upper Stage (IUS), de acordo com um anúncio da Força Aérea.
O lançamento ocorreu em 24 de janeiro de 1985, às 2:40 p.m. EST—a primeira das dez missões deste ano. Ela estava originalmente agendada para 23 de Janeiro, porém foi atrasada devido às condições climáticas congelantes. a Challenger havia sido escolhida para este voo, porém esta foi substituída pela Discovery devido a problemas com a proteção térmica encontrados na Challenger.
O grupo da 51-C incluía Thomas K. Mattingly como comandante; Loren Shriver como piloto; dois especialistas da missão, James Buchli e Ellison Onizuka; e GaryPayton, o especialista da carga.
A missão teve a duração de 3 dias, 1 hora e 33 minutos. A Discovery aterrissou na Runway 15 no KSC em 27 de janeiro às 4:23 p.m. EST.